# Luigi Matteo Fischetti
Luigi Matteo Fischetti (Martina Franca, 28 febbraio 1830 – Napoli, 1887) è stato un compositore e pianista italiano.

## Biografia
Nato a Martina Franca, Fischetti ha studiato pianoforte dall'età di sei anni nella sua città natale. Fu poi inviato a Napoli per studiare pianoforte con Michele Cerimele e composizione con diversi insegnanti tra cui Giovanni Moretti e Giuseppe Lillo. Compose oltre 200 brani di musica strumentale e vocale, nonché tre opere, tutte rappresentate in prima assoluta a Napoli.
Quando il compositore Vincenzo Fioravanti attraversò un periodo difficile, un gruppo di suoi amici produsse nel 1864 a proprie spese l'Album Fioravanti che fu venduto a suo beneficio. Compilato da Fischetti, conteneva una biografia di Fioravanti e riproduzioni in facsimile delle partiture autografe di tre delle sue arie inedite, nonché brani donati da Fischetti e dal suo collega compositore Nicola De Giosa.
L'opera più popolare di Fischetti fu Aida di Scafati, una parodia dell'Aida di Giuseppe Verdi. Fu rappresentata più di 100 volte a Napoli e riproposta per molti anni in altre città italiane. Ha avuto la sua prima esecuzione in tempi moderni nell'ottobre 2014 in una produzione organizzata dal Conservatorio di San Pietro a Majella. Negli ultimi anni Fischetti insegnò anche pianoforte e composizione. Morì a Napoli all'età di 57 anni
.

## Opere
- Aida di Scafati (opera buffa in un prologo e tre atti); libretto di Enrico Campanelli; debuttò al Teatro Fenice, Napoli, l'11 giugno 1873
- La sorrentina (opera comica in tre atti); libretto di Ernesto La Pegna; debuttò al Teatro Fenice, Napoli, 6 settembre 1873
- Un'altra figlia di Madama Angot (opera comica in tre atti); libretto di Enrico Campanelli; ha debuttato al Teatro Mercadante, Napoli, il 17 maggio 1874